# Виктор Стоун (Расширенная вселенная DC)
Ви́ктор Сто́ун (англ. Victor Stone), также известный как Ки́борг (англ. Cyborg) — персонаж Расширенной вселенной DC (DCEU), основанный на одноимённом герое DC Comics. Его роль исполняет Рэй Фишер. Стоун дебютировал в кино в фильме «Бэтмен против Супермена: На заре справедливости» (2016), прежде чем сыграл более заметную роль в фильме «Лига справедливости» (2017). Роль Киборга в последнем фильме была предметом споров, поскольку его предыстория была сильно урезана в театральном выпуске, в дополнение к разжиганию конфликта между Фишером, Джоссом Уидоном, который заменил Зака Снайдера на посту режиссёра во время постпродакшна, и впоследствии DC Films. Тем не менее, персонаж также появился в режиссёрской версии «Лиги справедливости» 2021 года Снайдера, где была восстановлена его оригинальная арка.

## Разработка и изображение

### Происхождение в комиксах и их появление в других медиа
Будучи более поздним дополнением к линейке супергеройских персонажей DC Comics, Киборг впервые появился в 1980 году в качестве члена-основателя Юных Титанов. Позже он проходит множество арок в комиксах и его несколько раз перезапускали, став одним из основателей Лиги справедливости в перезапуске непрерывности истории в 2011 году. Киборг, как известно, появляется в многочисленных адаптациях Юных Титанов, включая мультсериал 2003-07 годов и «Юные титаны, вперёд!», а также в многочисленных мультфильмах и видеоиграх DC Comics. Во многих из этих адаптаций его озвучивает Хари Пейтон.

### Подбор актёров и исполнение

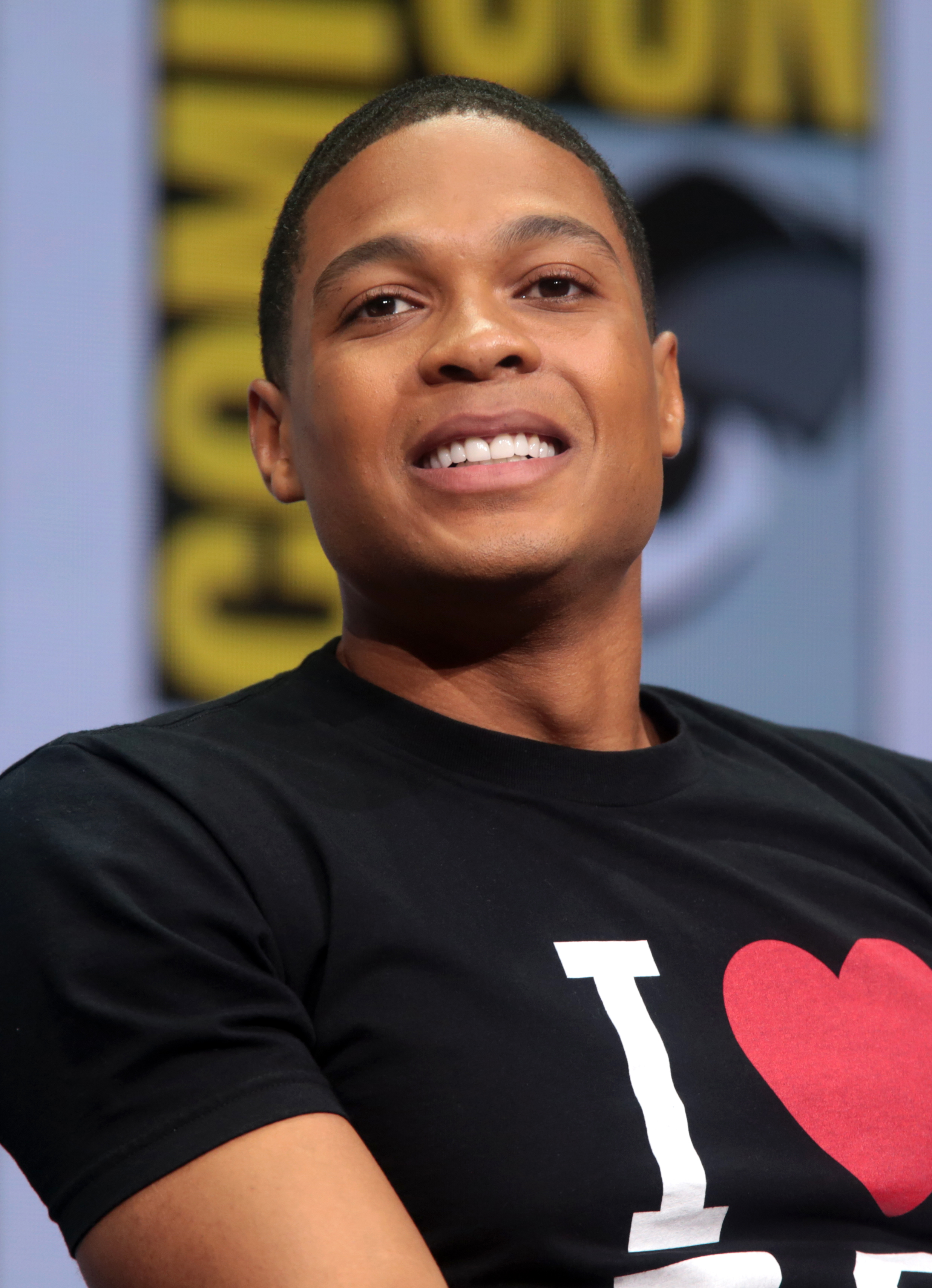
Рэй Фишер в 2017 году.

Театральный актёр Рэй Фишер получил роль Виктора Стоуна / Киборга в DCEU, начиная с появления персонажа в фильме «Бэтмен против Супермена». Это была первая роль Фишера в кино, поскольку он был актёров с классическим образованием. Фишер набрал 20 фунтов мускулов, чтобы изобразить Мухаммеда Али в пьесе «Fetch Clay, Make Man», после чего агенты по подбору талантов стремились заполучить его на роль Киборга. В фильмах эффекты для кибернетических частей Киборга были достигнуты с помощью CGI и захвата движения.
Первоначально выход отдельного фильма о Киборге был запланирован на 3 апреля 2020 года, но с тех пор он был отложен. Киборг, в исполнении Рэя Фишера, появляется в фильме «Лига справедливости Зака Снайдера» (2021). Фишер был в числе нескольких актёров, которые вернулись, чтобы снять дополнительные кадры для «Версии Снайдера».
В интервью «Vanity Fair» после выхода «Лиги справедливости Зака Снайдера» сценарист Крис Террио, который также является сценаристом фильма «Бэтмен против Супермена: На заре справедливости», заявил, что он много работал с Фишером над созданием персонажа Виктора Стоуна. Террио сказал, что они оба понимали «ответственность» за создание первого чернокожего супергероя, который появится в фильме DC; в то время как другие чернокожие супергерои, такие как Сэм Уилсон из Кинематографической вселенной Marvel, были замечены в фильмах до «Лиги справедливости», Виктор Стоун / Киборг должен был стать первым, кто получит главную роль в крупнобюджетном фильме, поскольку это было до выхода «Чёрной пантеры». Террио также рассказал, что он был так расстроен удалением большей части своей работы над театральной версией, включая предысторию Киборга, что он серьёзно подумывал о том, чтобы убрать своё имя из фильма, прежде чем понял, что это создаст дополнительные проблемы для и без того проблемного производства фильма.

### Конфликт Фишера, Уидона и Хамады
Через несколько лет после выхода театральной версии «Лиги справедливости» Фишер рассказал о предполагаемом жестоком обращении со стороны Джосса Уидона, который заменил Зака Снайдера на посту режиссёра, во время пересъёмок, что привело к спору с главой студии DC Films Уолтером Хамадой и главой DC Entertainment Джеффом Джонсом. Фишер конкретно обвинил Уидона в «грубом, оскорбительном, непрофессиональном и совершенно неприемлемом» поведении, начав серию постов в Твиттере о его опыте со слоганом «Accountability > Entertainment», которая продолжалась в последующие месяцы. Другие актёры DCEU, такие как актёр Аквамена Джейсон Момоа, актриса Чудо-женщины Галь Гадот и актриса Айрис Уэст Кирси Клемонс, либо выразили свою поддержку Фишеру, либо намекнули на свой собственный негативный опыт работы с Уидоном. В то время как Warner Media согласилась разобраться в этом вопросе и провела собственное расследование, предположительно приведшее к тому, что Уидон покинул производство сериала HBO «Невероятные», Фишер заявил, что он больше не желает работать в DC Films под руководством Хамады, назвав его «самым опасным пособником» за то, что он якобы вмешивался в расследование.
Первоначально сообщалось, что Киборг появится во «Флэше», но, как сообщается, он был убран из фильма после того, как Фишер заявил, что он не желает работать с Хамадой над какими-либо будущими постановками DC Films после их конфликта. В этом фильме не ожидается, что на роль возьмут нового актёра. Кроме того, президент Warner Bros. Энн Сарнофф выступила в защиту Хамады и того, как студия вела расследование. Позже Фишер написал: «Если конец моего пребывания в качестве Киборга — это плата за то, что я помог привлечь внимание и ответственность к действиям Уолтера Хамады, я с радостью заплачу её.» Фишер более подробно рассказал о своём опыте работы в DC Films после выхода «Лиги справедливости Зака Снайдера». Фишер с тех пор заявил, что он вернётся к роли Киборга для «Флэша», если Warner Bros. и Хамада принесут ему официальные извинения.

### Характеризация и темы
«Киборг — это единственный персонаж, который не может замаскироваться. Он живёт в своей шкуре. Его непохожесть — постоянный факт его жизни. И это для меня — и мы с Рэем обсуждали это — говорит о том, что значит быть чернокожим человеком в Америке.»
По словам Фишера, предыстория Киборга, по замыслу Зака Снайдера в его версии «Лиги справедливости», должна была «поразить некоторые сердца». Фишер упоминает, что Киборг потеряет множество элементов своей личной жизни, включая своё первоначальное тело, мать, способность играть в футбол, а впоследствии и чувство самого себя. Будучи изначально жизнерадостным, спортивным и интеллектуально одарённым молодым человеком, готовым помогать другим, Виктор становится мрачным и подавленным после несчастного случая, больше не чувствуя себя полностью человеком после перестроения. Несмотря на своё разочарование в мире, Виктор сохраняет свою самоотверженность после несчастного случая, помогая матери-одиночке без гроша в кармане, манипулируя её банковским счётом, что стало одним из его первых действий в качестве Киборга. Однако, сражаясь бок о бок с Лигой справедливости в течение некоторого времени, Киборг, похоже, немного потеплел ко всем своим товарищам по команде. Будучи перестроенным с помощью инопланетных технологий своим отстранённым отцом Сайласом, арка Виктора Стоуна в «Версии Снайдера» покажет, как персонаж вновь обретает себя и своё чувство человечности. Фишер также упомянул, что «Здесь масса аллегорий, связанных с тем, что значит быть чернокожим человеком, и просто с путешествием, которое чернокожие люди совершили в этой стране». Во время раннего продвижения театральной версии Фишер также упомянул, что персонаж Киборга должен был представлять в фильме людей с ограниченными возможностями.

## Биография персонажа

### Происхождение
В 2015 году Стоун стал стартовым квотербеком футбольной команды Университета Готэм-Сити, приведя команду к победе над Висконсином, за чем наблюдала его мать Элинор, но его отец Сайлас не смог присутствовать из-за своей работы в качестве директора S.T.A.R. Labs. Виктор и Элинор разговаривают о том, почему Сайлас не смог приехать по дороге домой, и, поскольку они отвлеклись, попадают в аварию, которая убивает Элинор и калечит Виктора от груди вниз. Сайлас тайно использует один из Материнских кубов, который изучают в S.T.A.R. Labs после того, как его обнаружили нацисты, чтобы спасти Виктора и превратить его в кибернетическое существо. Хотя Виктор выживает, Сайлас объявляет его мёртвым и указывает его имя на могиле рядом с его матерью, пряча Виктора в своей квартире вместе с Материнским кубом.
Видеозапись его реконструкции взята и расшифрована с серверов Лекса Лютора Брюсом Уэйном, после чего он передаёт её Диане Принс вместе с другой информацией о других металюдях. Виктор обижается на своего отца за то, что он по большей части отсутствовал в его жизни и превратил его в «монстра», и винит его в смерти своей матери.
Сайлас оставляет ему кассету, которая служит руководством о том, как раскрыть его недавно обретённые способности, которые включают в себя способность удалённо обходить шифрование и манипулировать компьютерными системами по своему желанию, но Стоун уничтожает кассету, когда запись Сайласа становится более личной. Сайлас сообщает Стоуну, что парадемоны Степного Волка охотятся за Материнским кубом, что приводит к тому, что Стоун зарывает её в своей предполагаемой могиле.

### Битва со Степным Волком

#### Театральная версия
В 2017 году Стоун приспосабливается к своим новым способностям и тайно подслушивает разговор между Уэйном и Принс. Позже возле дома его отца его обнаруживает Принц, которая пытается завербовать его и нескольких других металюдей, чтобы они объединились против инопланетного вторжения тиранического военачальника, Нового Бога Степного Волка. Стоун говорит ей, что он занимался некоторым «отслеживанием», но отказывается присоединиться к ней, Брюсу и Барри Аллену, пока он позже не обнаружит, что его дом разграблен, а отец похищен. Раскрыв, что он спрятал Материнский куб, за которым охотится Степной Волк, Стоун помогает неоперившейся команде металюдей спасти Сайласа и других учёных от демона и его армии парадемонов под Гаванью Готэма, а также вернуть Материнский куб.
Когда команда, к которой позже присоединяется Артур Карри, решает использовать Материнский куб, который был использован для успешного возрождения Стоуна в качестве Киборга, для воскрешения Супермена, Стоуна и Аллена отправляют на эксгумацию тела Кларка Кента, создавая друг с другом связь при этом. Команда успешно воскрешает Человека из стали с помощью реликвии и оставшихся технологий с криптонского разведывательного корабля в Метрополисе, но Супермен, потерявший свои воспоминания, начинает атаковать команду, когда пушка Киборга случайно стреляет в Супермена. Команда в конечном счёте спасается от уничтожения, когда Уэйн приказывает своему дворецкому Альфреду Пенниуорту привести подругу Кента, Лоис Лейн, что успокаивает Супермена. Когда Кент уходит с Лоис, чтобы вернуть свои воспоминания, Степной Волк крадёт Материнский куб, пока команда отвлекается, и они решают встретиться со Степным Волком в России без Супермена в последней попытке помешать его плану уничтожить Землю.
В то время как Бэтмен планирует отвлечь Степного Волка, Киборгу поручено отделить три Материнских куба, в то время как Чудо-женщина, Флэш и Аквамен обороняют его. План терпит крах, пока не прибывает Супермен с восстановленными воспоминаниями и не помогает команде победить Нового Бога и его приспешников, которые отступают обратно на Апоколипс после того, как уничтожается секира Степного Волка. После битвы Киборг остаётся частью команды, которая теперь называется Лига справедливости.

#### Режиссёрская версия
Принц встречается с ним, чтобы попытаться завербовать его в команду металюдей Уэйна. Сначала сердито отказываясь, Стоун присоединяется к команде Уэйна после того, как узнаёт о бедственном положении своего отца. Он помогает Аллену в спасении и эвакуации своего отца и других заложников, когда он, Аллен, Уэйн и Принс прогоняют Степного Волка, хотя Степной Волк отклоняет ракету, выпущенную Виктором, и вызывает затопление объекта, в результате чего Карри приходится спасти их. Заполучив Материнский куб, Стоун информирует команду о её истории и объясняет, как его отец смог временно активировать Материнский куб, не оповестив об этом Степного Волка в прошлом, чтобы оживить его, что приводит команду к пониманию, что они могут использовать его для воскрешения Супермена. Однако команда понимает, что на этот раз Материнский куб оповестит Степного Волка, но они всё равно единодушно решают использовать его для воскрешения Супермена, поскольку он единственный из них достаточно силён, чтобы противостоять Новому Богу один на один.
Стоун использует свои хакерские способности, чтобы протащить команду и тело Супермена на криптонский корабль-разведчик на территории S.T.A.R. Labs. После того, как Аллен и Стоун активировали Материнский куб, чтобы воскресить Кента, у Виктора появляется предчувствие линии времени под названием «Кошмар», в которой Чудо-женщина и Аквамен погибают, а Супермен попадает под контроль Дарксайда после смерти Лоис Лейн. Пушка Стоуна впоследствии чувствует ожившего, но страдающего амнезией Супермена как угрозу, автоматически стреляя в него. После потасовки команды с Суперменом, которая заканчивается, когда Лоис прибывает и успокаивает Кента, Степной Волк чувствует активацию Материнского куба и забирает его, но не раньше, чем Сайлас жертвует собой, чтобы перегреть куб, что позволяет Стоуну и Уэйну отследить его до заброшенного города в России. Стоун помогает Брюсу отремонтировать военный самолёт, чтобы доставить команду в Россию, наконец позволяя ему летать после обнаружения и исправления ошибки программного обеспечения в его прошивке. Пока команда готовит свой план сражения, Виктор решает разделить три Материнских куба, чтобы предотвратить разрушение Земли их «Единством», полагаясь на помощь Аллена благодаря его способности заряжать, в то время как Бэтмен разрушает укрепление Степного Волка вокруг Материнских кубов.
Команда пробивается на ядерный объект, но ей не удаётся отвлечь Степного Волка достаточно долго, чтобы Стоун смог добраться до кубов, пока не прибывает Супермен. Несмотря на помощь Супермена, Стоуну не удаётся вовремя разъединить кубы, и Единство вызывает большой взрыв, хотя Аллену удаётся повернуть время вспять, двигаясь быстрее скорости света, и снабдить Стоуна необходимым зарядом. После краткого момента искушения Стоун разделяет и уничтожает кубы с помощью Супермена. После поражения и смерти Степного Волка Стоун остаётся частью команды и, наконец, прислушивается к поддержке своего отца после починки кассеты, вдохновляясь использовать свои силы во благо и принимая своё новое состояние, заявляя, что он «не сломлен» и «не один».
Киборг присутствует в видении «Кошмара» Уэйна, в котором на него, Бэтмена, Флэша, Меру, Детстроука и Джокера охотится Супермен, которым управляет Дарксайд.

## Реакция
Хотя игра Рэя Фишера в театральной версии «Лиги справедливости» получила неоднозначную реакцию, его игра в «Лиге справедливости Зака Снайдера» получила в подавляющем большинстве положительные отзывы. Брэдон Кац из The Observer написал: «Хотя Флэш (Эзра Миллер) и Аквамен (Джейсон Момоа) также получили дальнейшее развитие, именно Виктор Стоун становится душой этого блокбастера.» Джош Уайлдинг из ComicBookMovie написал: «То, как в конечном счёте складываются отношения между ними (и мы не собираемся здесь ничего портить), также работает идеально, и Киборг — один из самых сложных, многослойных персонажей, которых мы видели в фильмах о супергероях за последнее время.»
После новостей о том, что Фишера якобы убрали из «Флэша», фанаты заполонили Твиттер, чтобы выразить ему свою поддержку и сочувствие после того, как он опубликовал своё заявление в ответ на новости на платформе социальной сети.